# Ichthyophis glandulosus
Ichthyophis glandulosus är en groddjursart som beskrevs av Taylor 1923. Ichthyophis glandulosus ingår i släktet Ichthyophis och familjen Ichthyophiidae. IUCN kategoriserar arten globalt som otillräckligt studerad. Inga underarter finns listade i Catalogue of Life.